# Mohrenapotheke (Schkeuditz)

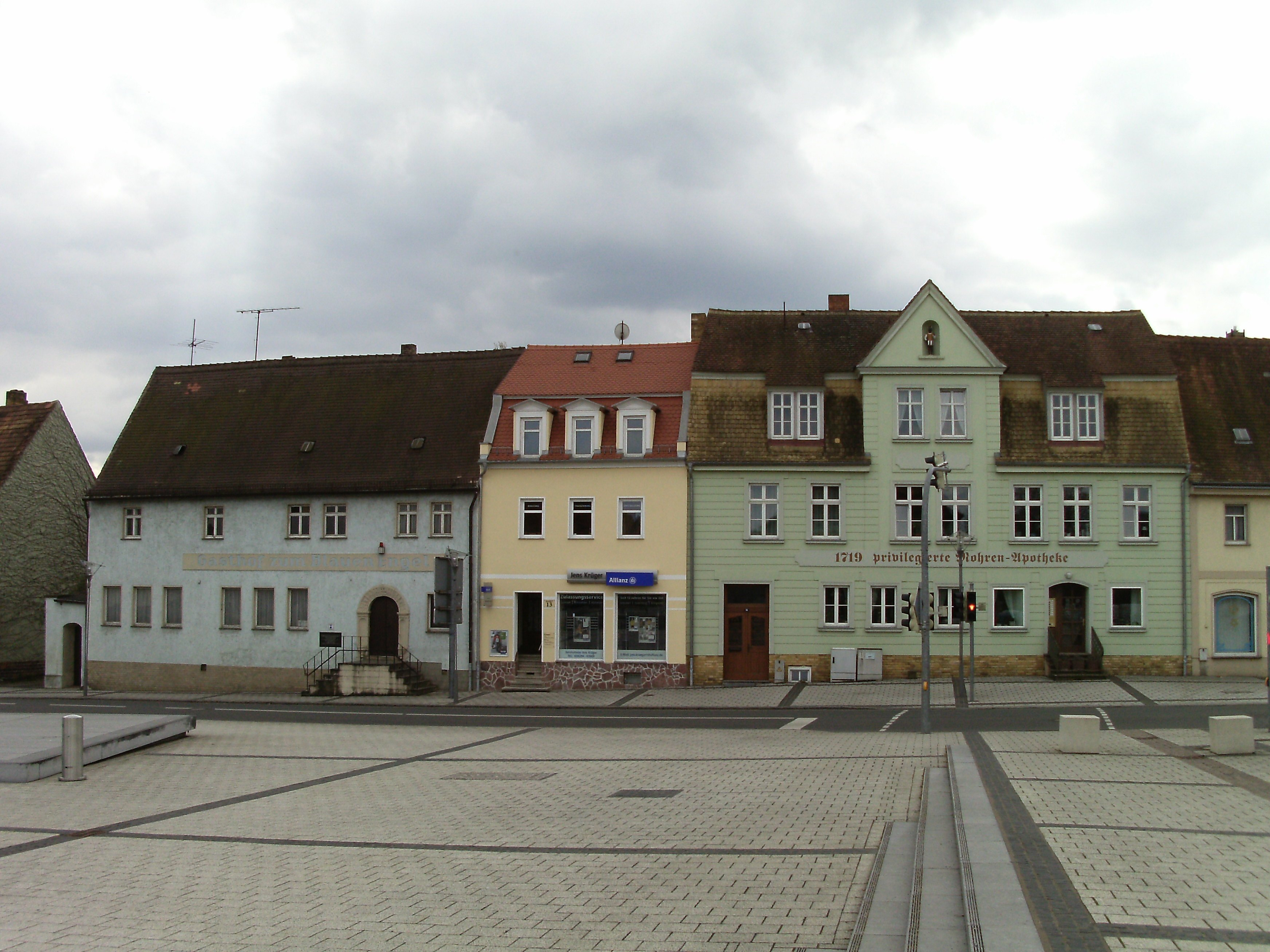
Mohrenapotheke Schkeuditz (rechts)

Die Mohren-Apotheke in Schkeuditz ist eine Apotheke im Landkreis Nordsachsen im Freistaat Sachsen.

## Lage
Die Apotheke befindet sich an der Südseite des Marktes von Schkeuditz neben dem historischen Gasthof „Zum Blauen Engel“ in einer Häuserzeile, in der sie als größtes Gebäude heraussticht.

## Geschichte
Die Mohrenapotheke von Schkeuditz verkündet ihre Geschichte auch an der Fassade, denn dort steht 1719 privilegierte Mohren-Apotheke. Wann sie gegründet wurde, ist hingegen nicht bekannt. Das Gebäude selbst erhielt seine heutige Gestalt durch einen Umbau im frühen 19. Jahrhundert. Ursprünglich handelte es sich hierbei vermutlich um ein Wohnhaus. In den frühen 1950er Jahren wurde die privat verwaltete Apotheke in eine volkseigene umgewandelt. Diese Verstaatlichung wurde nach der Wende beendet. Im Denkmalverzeichnis ist das Gebäude mit der Objektnummer 09258088 erfasst.

## Baugestalt und Ausstattung
Das Gebäude verzichtet auf strenge Symmetrie, deutet diese aber zumindest an. Am stärksten ist sie im Dachbereich ausgeprägt, wo das zentral eingebaute Zwerchhaus das Gebäude dominiert. Im Dreieckgiebel wurde eine Figurennische mit einer bunt gekleideten Figur (wohl ein Mohr), die einen Speer oder eine Lanze in der Hand hält, eingebaut. Links und rechts befindet sich je eine Schleppgaube mit jeweils zwei Fenstern in dem Mansarddach. Darunter, im 1. Obergeschoss, wird die Symmetrie dadurch gestört, dass zentral zwei Fenster, rechts drei und links zwei sind. 
Auch im Erdgeschoss verzichtet das Gebäude in seiner heutigen Gestalt auf allzu strenge Gleichheit. Auch hier gliedert sich die Fassade in sieben Achsen, doch sind diese anders verteilt als im 1. Obergeschoss: ganz links der Haupteingang zum Wohnbereich, daneben drei gleichartig Fenster und ganz rechts, und somit den Apothekenbereich betonend, je ein Fenster links und rechts des dortigen Zugangs, der durch einen Segmentbogen und eine kleine Freitreppe zusätzlich betont ist. An der Mühlstraße befindet sich eine Toreinfahrt, die in den Hinterhof führt, der durch verschiedene Anbauten gebildet wird und in dem auch ein separates Treppenhaus am Haus angebracht wurde, das vermutlich den Übergang zum südöstlichen Anbau gewährleistet.
Die Apotheke wurde mittlerweile geschlossen. In ihr befanden sich in den 1930er Jahren noch Glasgefäße mit dem sigillum Salomonis, die Gefäßen in Zörbig und in der Salomonisapotheke in Leipzig ähnelten. Auf anderen fand sich die Krone des ehemaligen Herzogtums Sachsen-Merseburg, die auch in der Domapotheke in Merseburg nachweisbar war.

## Name
Schkeuditz gehörte zum Bistum Merseburg im Erzbistum Magdeburg, dessen Schutzpatron der heilige Mauritius war. Dieser wurde aufgrund seiner nordafrikanischen Herkunft häufig als Mohr dargestellt. Im einstigen Gebiet des Erzbistums gibt und gab es in etlichen Städten (Halle, Naumburg, Weißenfels etc.) Mohrenapotheken. Diese seit dem Spätmittelalter nachweisbare Tradition erklärt vermutlich, warum die Apotheke in evangelischer Zeit so benannt wurde, obwohl die eigentliche Heiligenverehrung nicht mehr praktiziert wurde. Daher ist auch ein Bezug auf die Heiligen Drei Könige nur schwer vorstellbar. Im benachbarten Leipzig gab es eine „Apotheke zu den drei Mohren“ in der Petersstraße. Möglich ist zudem, dass die Apotheke entweder älter ist, also noch aus katholischer Zeit stammt, oder dass man hier mit dem Namen für besondere Kenntnisse werben wollte.